# الوارو براچی
الوارو براچی (انگلیسی: Álvaro Brachi؛ زادهٔ ۶ ژانویهٔ ۱۹۸۶) بازیکن فوتبال اهل اسپانیا است.
از باشگاه‌هایی که در آن بازی کرده‌است می‌توان به باشگاه فوتبال آنورتوسیس فاماگوستا، باشگاه فوتبال اسپانیول، و باشگاه فوتبال ویدتون اشاره کرد.